# Médaille Buber-Rosenzweig
La médaille Buber-Rosenzweig est une distinction attribuée chaque année depuis 1968 par la Deutscher Koordinierungsrat der Gesellschaften für Christlich-Jüdische Zusammenarbeit, ou DKR (Conseil allemand de coordination des associations pour la coopération entre chrétiens et juifs). Elle récompense des personnalités, des institutions ou des initiatives qui jouent un rôle significatif dans l'amélioration des relations entre juifs et chrétiens et dans la réconciliation de ces deux communautés. Le DKR regroupe 44 associations.
La médaille doit son nom au philosophe Martin Buber (1878–1965) et au théologien Franz Rosenzweig (1886–1929). La première année, elle a été décernée à l'historien Friedrich Heer (Gottes erste Liebe, God's First Love) et au théologien Friedrich-Wilhelm Marquardt (Die Entdeckung des Judentums für die christliche Theologie : Israel im Denken Karl Barths, The Discovery of Judaism for Christian Theology : Israel in the Thought of Karl Barth).

## Récipiendaires
- 1968 : Friedrich Heer, Vienne / Friedrich-Wilhelm Marquardt, Berlin
- 1969 : Ernst Simon, Jérusalem
- 1970 : Eva Gabriele Reichmann, Londres / Rabbi Robert Raphael Geis, Düsseldorf
- 1971 : Kurt Scharf, Berlin
- 1972 : Antonius Cornelis Ramselaar, Utrecht
- 1973 : Helmut Gollwitzer, Berlin
- 1974 : Hans G. Adler, Londres
- 1975 : George Appleton, Jérusalem et Wantage / Laurentius Klein, Jérusalem
- 1976 : Ernst-Ludwig Ehrlich, Bâle
- 1977 : Friedrich Dürrenmatt
- 1978 : Grete Schaeder, Göttingen / Albrecht Goes, Stuttgart
- 1979 : Manès Sperber, Paris / James Parkes, Southampton
- 1980 : Eugen Kogon, Königstein im Taunus / Gertrud Luckner, Fribourg-en-Brisgau
- 1981 : Isaac Bashevis Singer, New York
- 1982 : Schalom Ben-Chorin, Jérusalem
- 1983 : Helene Jacobs, Berlin
- 1984 : Siegfried Theodor Arndt, Leipzig / Helmut Eschwege, Dresde
- 1985 : Franz Mußner, Passau
- 1986 : Heinz Kremers, Duisbourg
- 1987 : Neve Shalom, Israël
- 1988 : Israel Studies Working Group
- 1989 : Yehudi Menuhin
- 1990 : Charlotte Petersen, Dillenburg
- 1991 : Leo Baeck Education Center, Haïfa
- 1992 : Hildegard Hamm-Brücher, Munich / Annemarie Renger, Bonn
- 1993 : Aktion Sühnezeichen Friedensdienste (ASF) (Action Reconciliation/Service For Peace, ARSP)
- 1994 : Jakob Petuchowski, Cincinnati / Clemens Thoma, Lucerne
- 1995 : Richard von Weizsäcker, Berlin
- 1996 : Franklin Hamlin Littell, États-Unis / Joseph Walk, Jérusalem
- 1997 : Hans Koschnick
- 1998 : Leah Rabin
- 1999 : Henryk Muszyński, Gniezno
- 2000 : Johannes Rau
- 2001 : École sans Racisme - Ecole avec du Courage (de)
- 2002 : Edna Brocke, Essen / Rolf Rendtorff, Karben / Johann Baptist Metz, Münster
- 2003 : Joschka Fischer
- 2004 : Daniel Barenboim
- 2005 : Peter von der Osten-Sacken
- 2006 : Leon de Winter et l'association Show Your Face
- 2007 : Esther Schapira et Georg M. Hafner
- 2008 : Stefan Wertheimer
- 2009 : Erich Zenger
- 2010 : Daniel Libeskind
- 2011 : Navid Kermani
- 2012 : Nikolaus Schneider
- 2013 : Mirjam Pressler, Landshut / Fritz-Bauer-Institut, Francfort-sur-le-Main
- 2014 : György Konrád, Budapest
- 2015 : Hanspeter Heinz, Augsbourg / Gesprächskreis "Juden und Christen" beim Zentralkomitee der deutschen Katholiken, Bonn
- 2016 : Micha Brumlik
- 2017 : Konferenz Landeskirchlicher Arbeitskreise Christen und Juden (KLAK)[1]
- 2018 : Peter Maffay, Tutzing[2]
- 2019 : Kreuzberger Initiative gegen Antisemitismus (KIgA), Berlin, et Netzwerk für Demokratie und Courage (NDC), Dresde
- 2020 : Angela Merkel, Berlin
- 2021 : Christian Stückl
- 2022 : Peter Fischer (président de Eintracht Frankfurt) et Makkabi Deutschland
- 2023 : Stiftung Neue Synagoge Berlin – Centrum Judaicum[3]
- 2024 : Igor Levit[4]
- 2025 : Saba-Nur Cheema et Meron Mendel